# Iglesia de San Andrés (Cotillo)
La iglesia de San Andrés de Cotillo, municipio de Anievas (Cantabria, España), fue declarada Bien de Interés Cultural el 15 de enero de 1982. Se encuentra en el centro del pueblo, al que se llega a través de la carretera CA-271, entre Arenas de Iguña y San Vicente de Toranzo.

## Datación
Se trata de una iglesia de estilo románico del siglo XII con añadidos posteriores. Es la típica iglesia románica de concejo. Parece que hacia 1356 se realizaron las obras de cierre de la puerta occidental, formando un baptisterio adherido al muro hoy desaparecido por obras posteriores. Otros añadidos son las capillas del muro norte y un pórtico en la fachada meridional.

## Descripción
Es de pequeño tamaño, de una sola nave terminada en ábside semicircular. Se observa que la cabecera está torcida, por la poca pericia de los constructores. A los pies hay una gran espadaña que, en principio, tenía un solo cuerpo con dos vanos arriba para las campanas; posteriormente se elevó otro cuerpo, con sus dos troneras de medio punto.
Esta elevación de la iglesia respecto a su alzado primitivo se observa también en la fachada sur, en la que tres canecillos delatan la altura antigua; son de proa de nave. En esta fachada hay una puerta con arcos apuntados y doblados y cimacio con figuras, que parecen ser ya del siglo XIV. Aparece asimismo dos ventanas con arco doblado y capiteles con cabezas humanas.
La puerta principal, sin embargo, es la que se abre en la fachada occidental, en la espadaña; también presenta arcos apuntados y doblados, muy gruesa. Una imposta la recorre decorada con puntas de diamante. Se observa decoración de ajedrezado. En la primera jamba de la derecha hay una inscripción: "ESTA PILA/ PUSO AQ(u)I FER/ NAN GARCIA/ CL(er)IGO CON ES/ TAS OB(ra)S"; parece referirse a una pila bautismal hoy inexistente. A la derecha hay una imagen de San Cristóbal portando en hombros al Niño en una hornacina bajo arco cuyas jambas están decoradas por figurillas que, al parecer pudo provenir de alguna ermita cercana derruida. Se trata de una imagen muy tosca cuya datación no es segura, pudiendo ser de finales del siglo XV o XVI. Detrás del San Cristóbal hay una inscripción del siglo XIV grabada en la piedra de sillería, con los nombres del apóstol San Juan Evangelista y Santa Catalina y la fecha de MIL E CCC E NOVENTA E QUATRO ANNOS, es decir, 1394. Por encima, una imposta y tres canecillos, uno representa la Sagrada Familia.
En cuanto al interior, cabe señalar los capiteles del arco triunfal, apuntado y doblado y descentrado por la desviación ya mencionada. Los capiteles son de cestas decoradas con cintas planas entrelazadas. Una imposta recorre el interior del ábside, en el cual pueden verse, además, canecillos de proa de nave que repiten los del exterior.

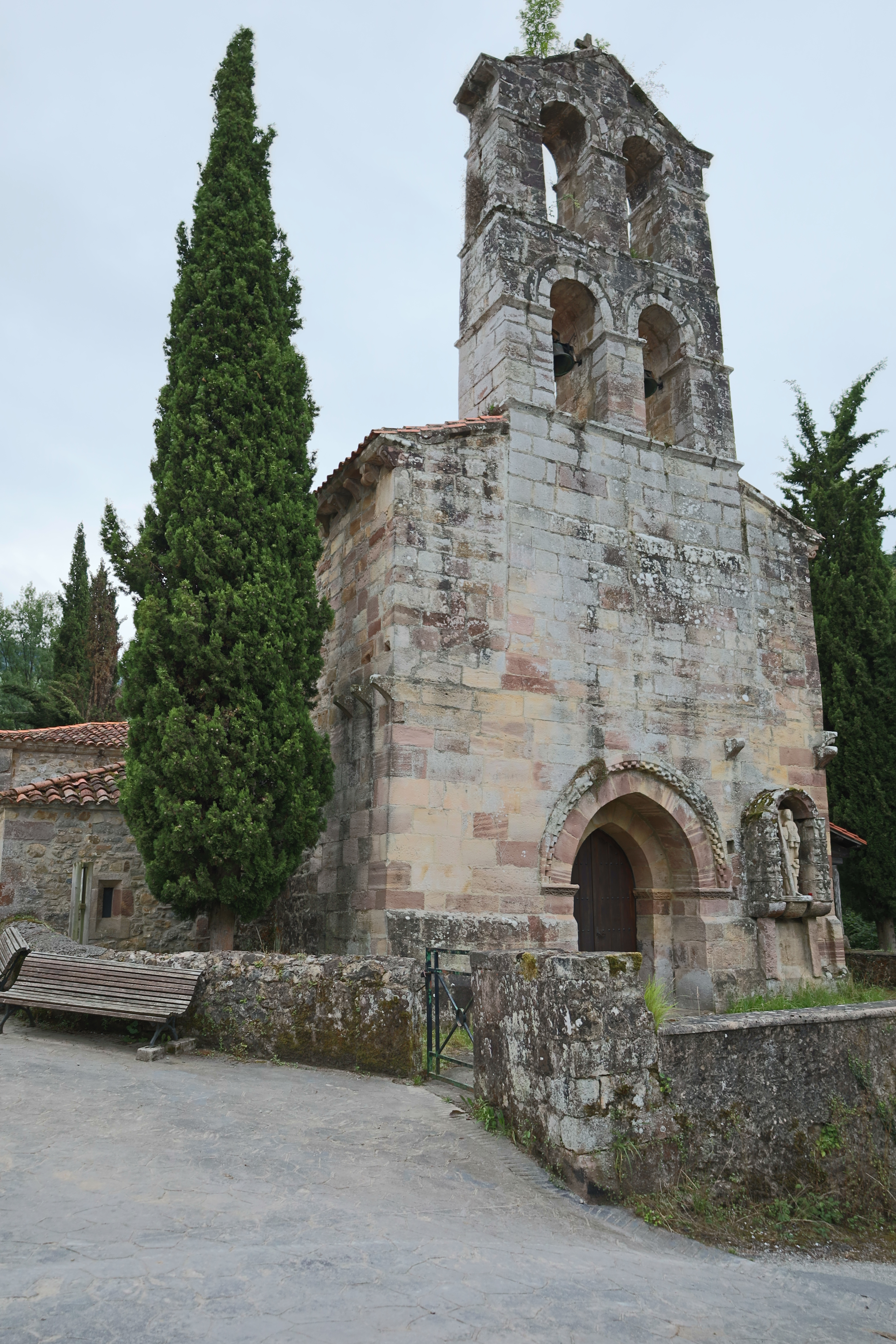
Fachada
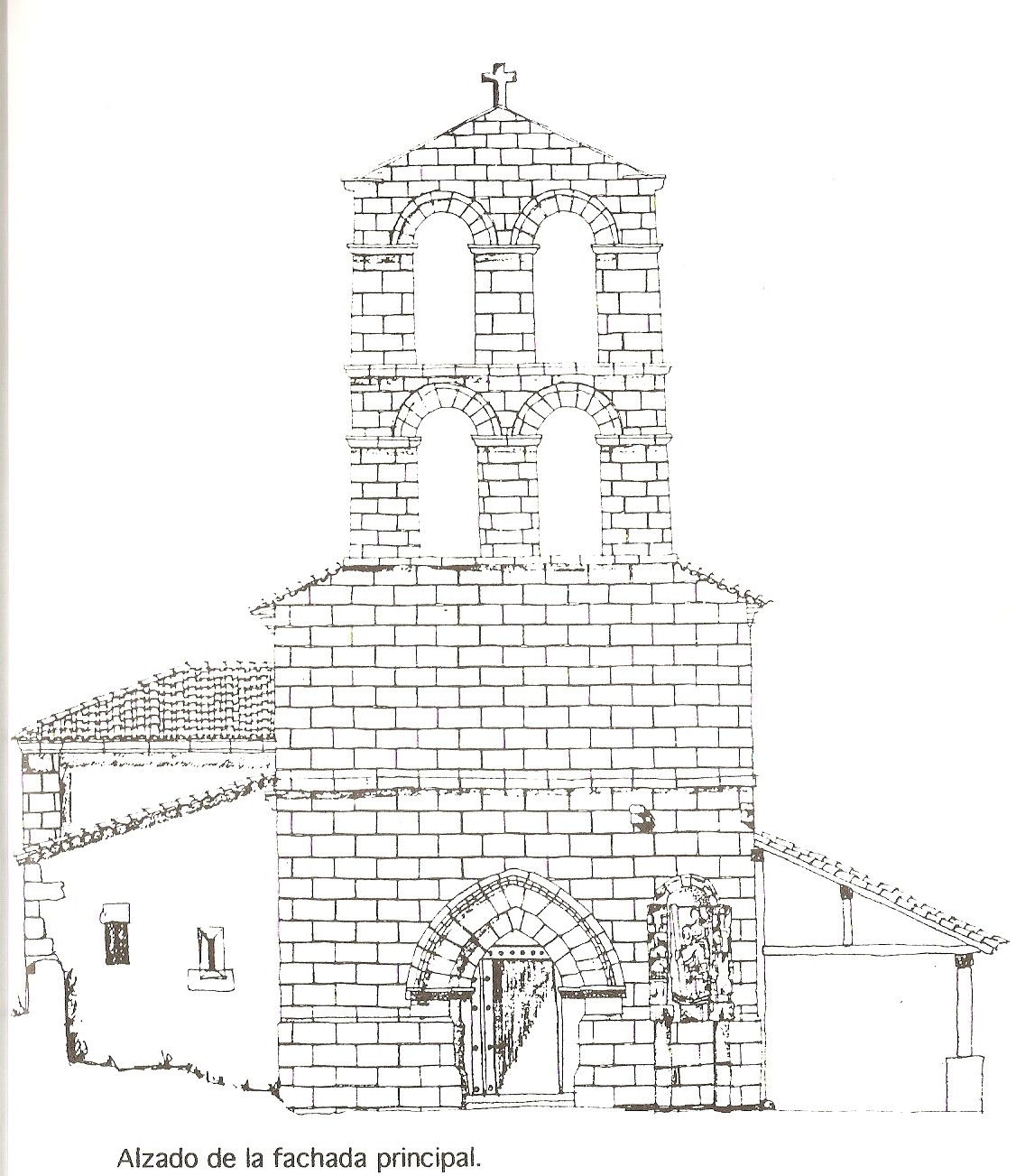
Esquema de la fachada principal
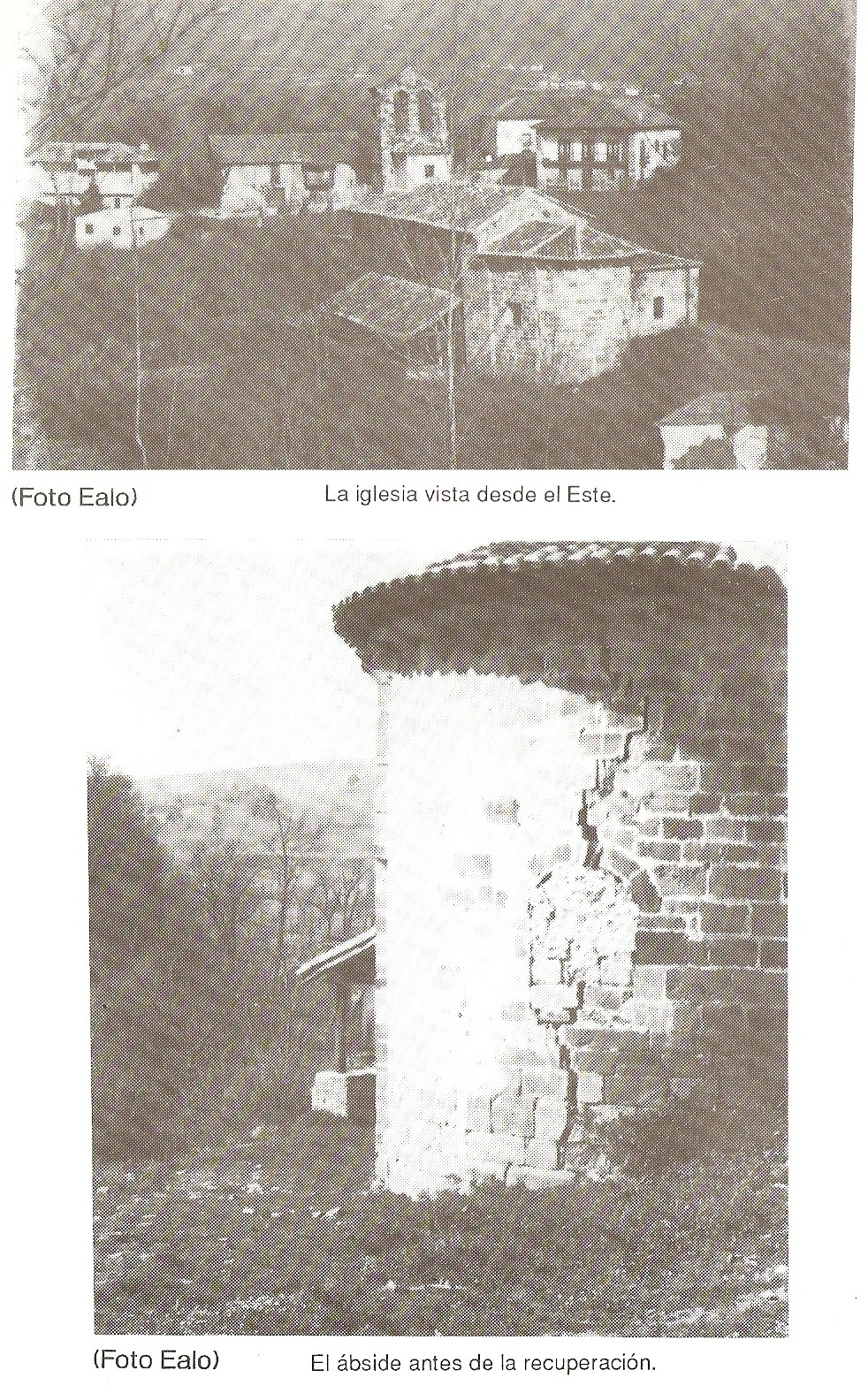
Imágenes de la iglesia antes de su restauración
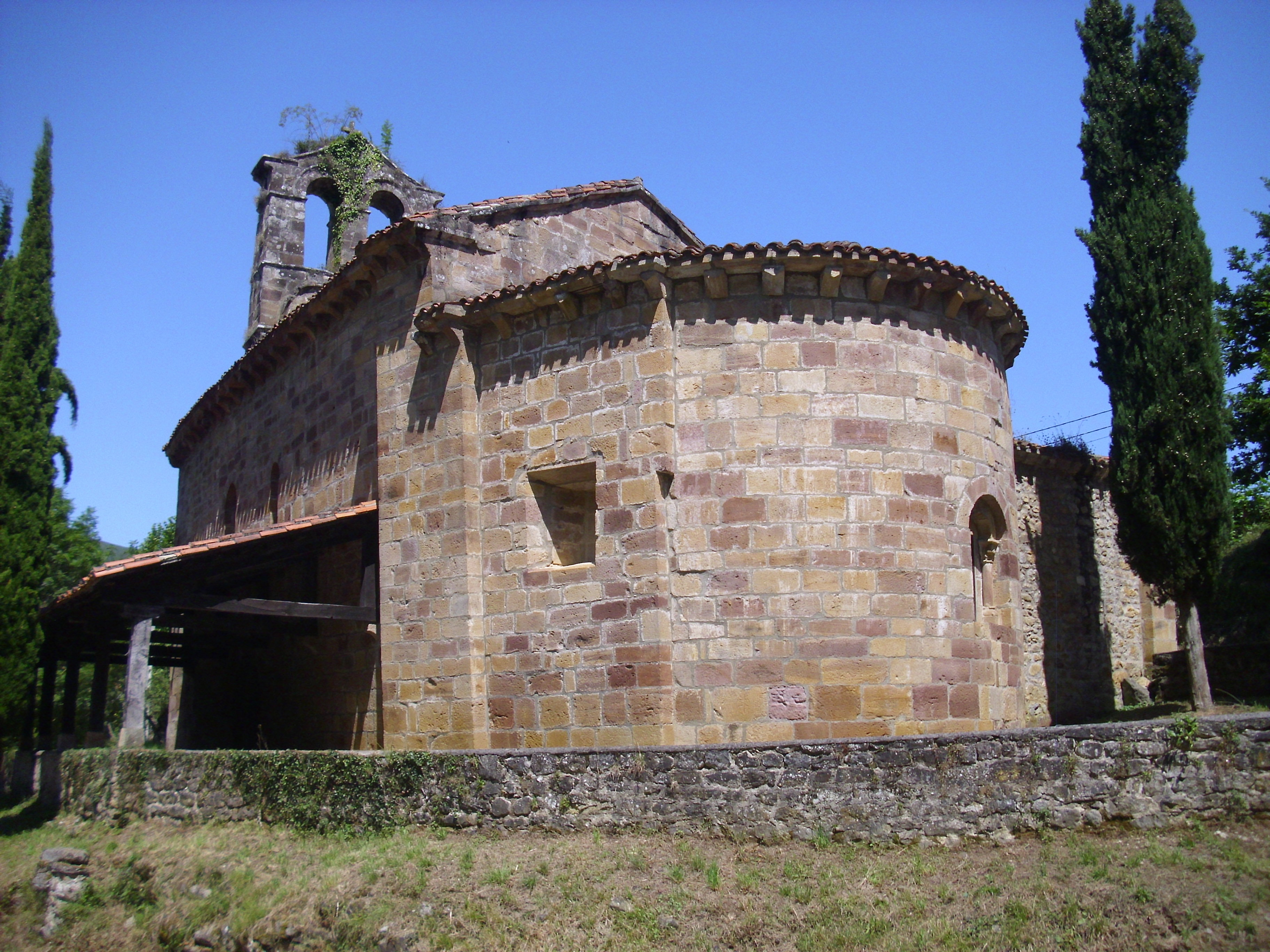
Ábside
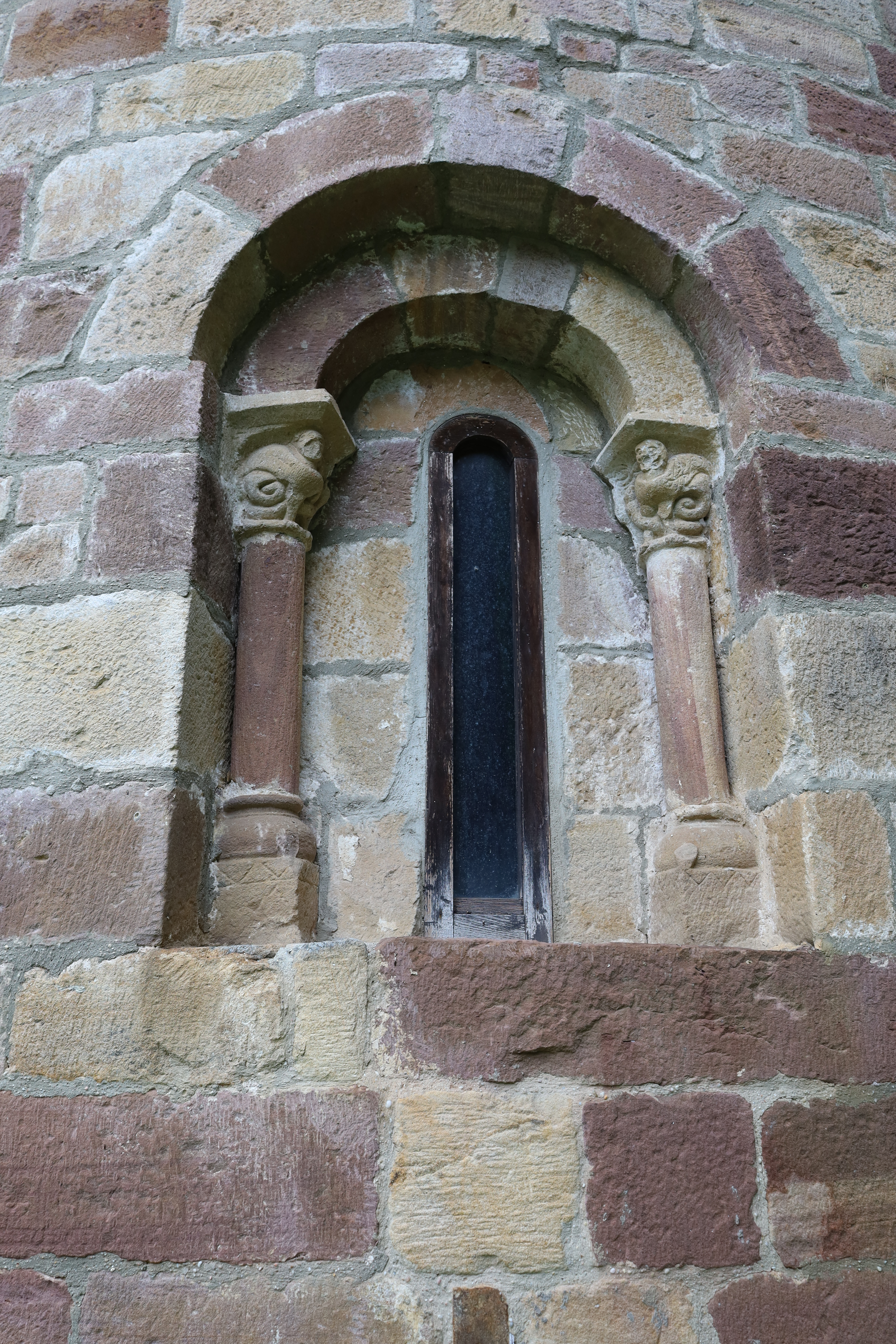
Ventana portada del ábside
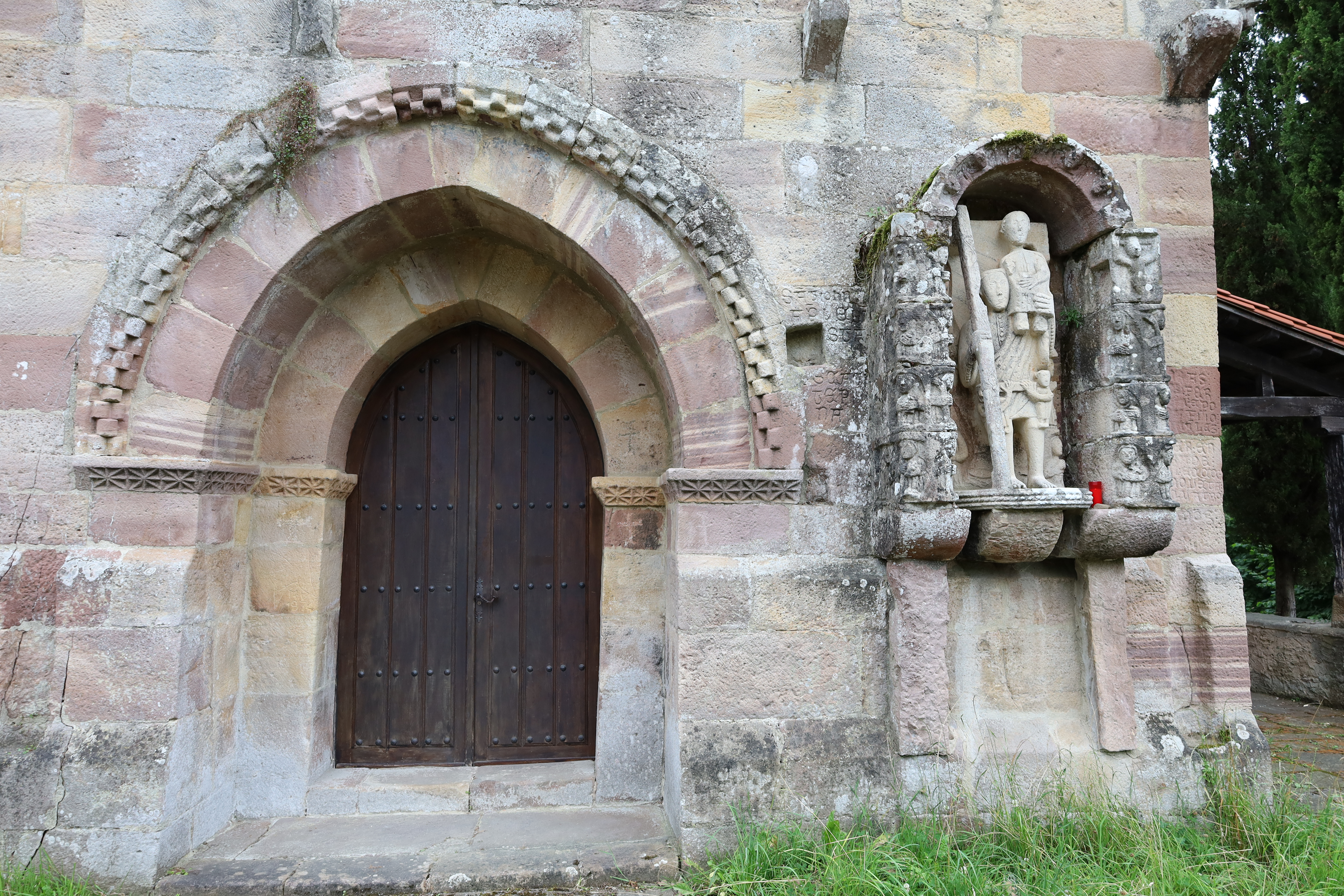
Puerta oeste
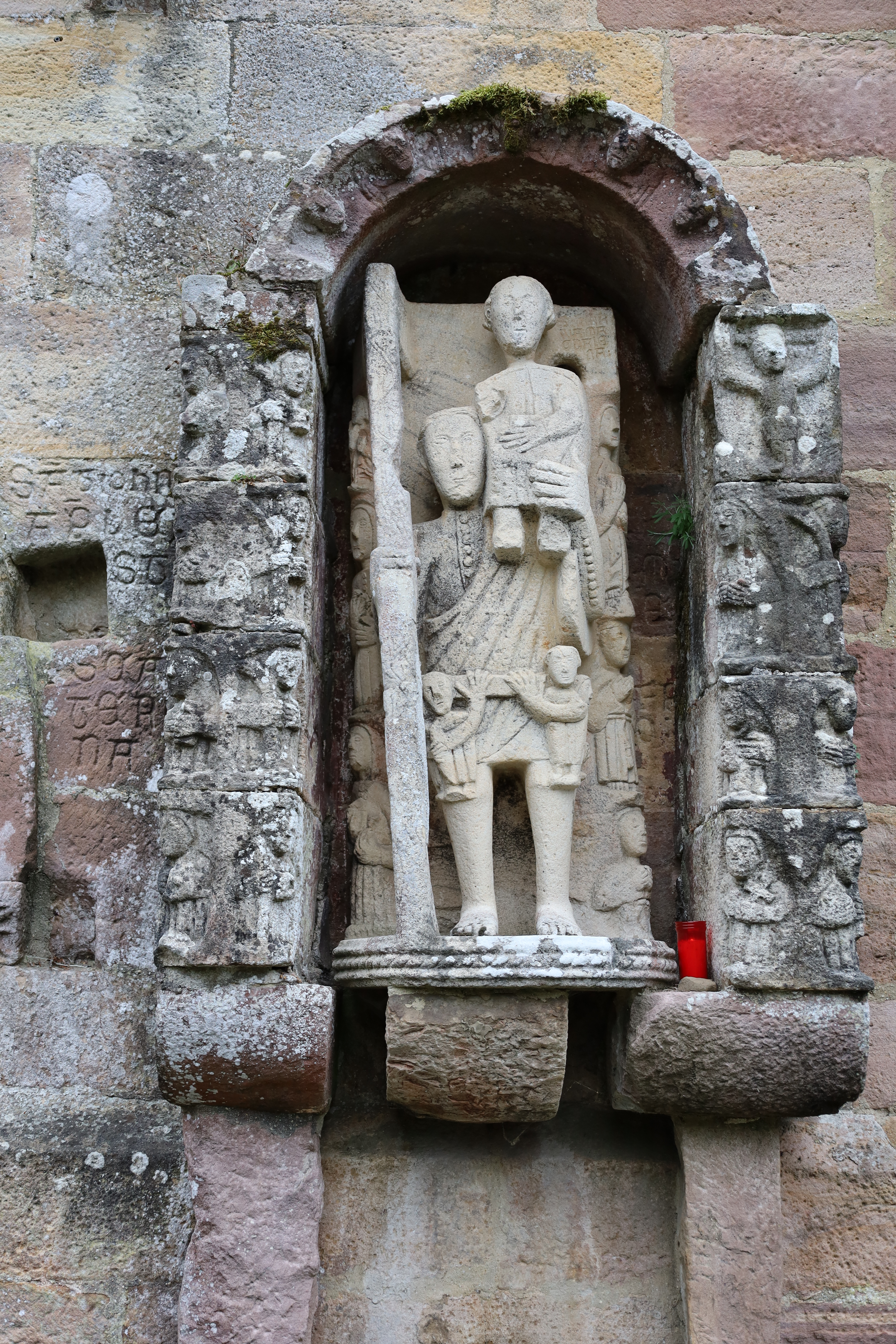
Hornacina con la figura de San Cristóbal
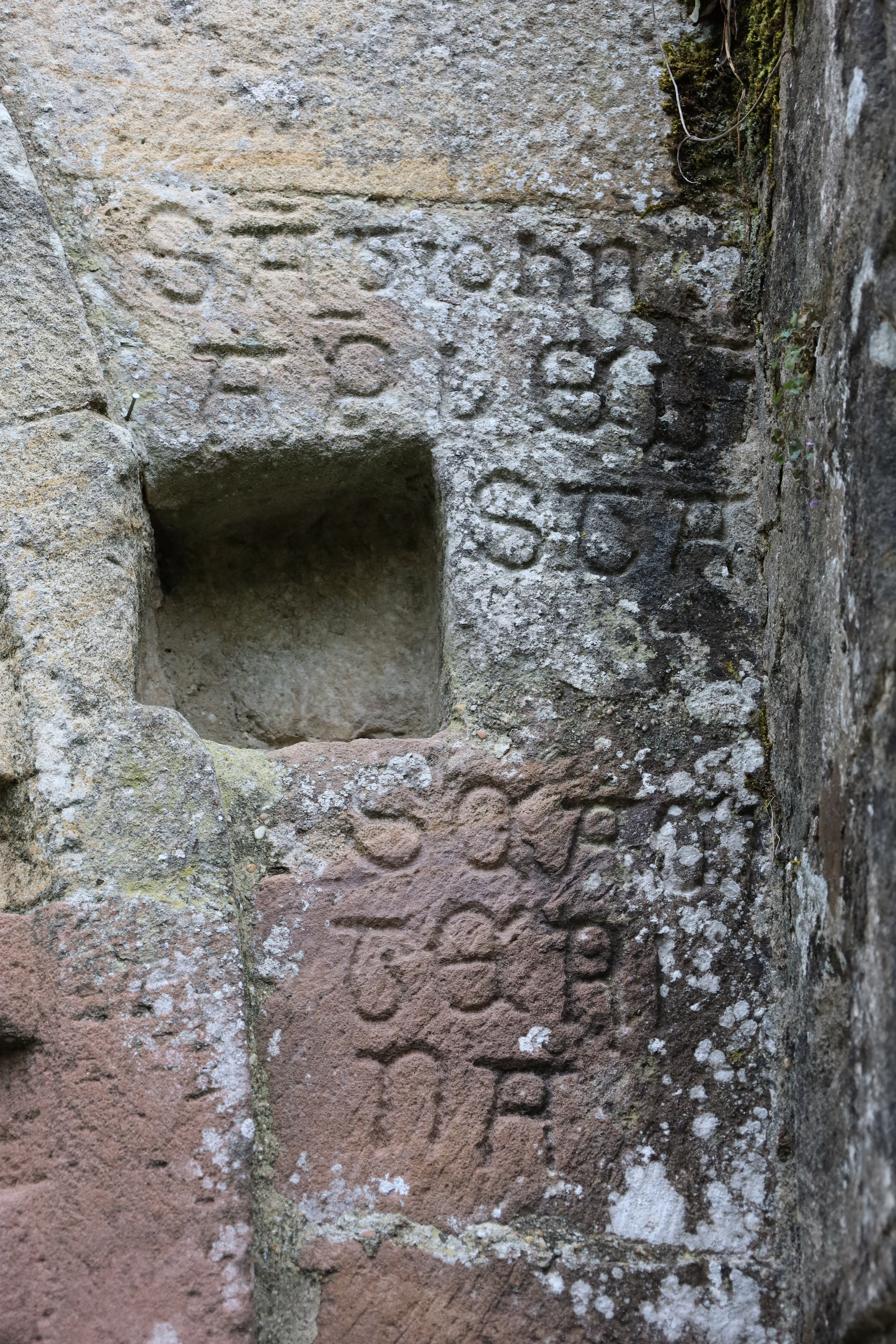
Inscripción
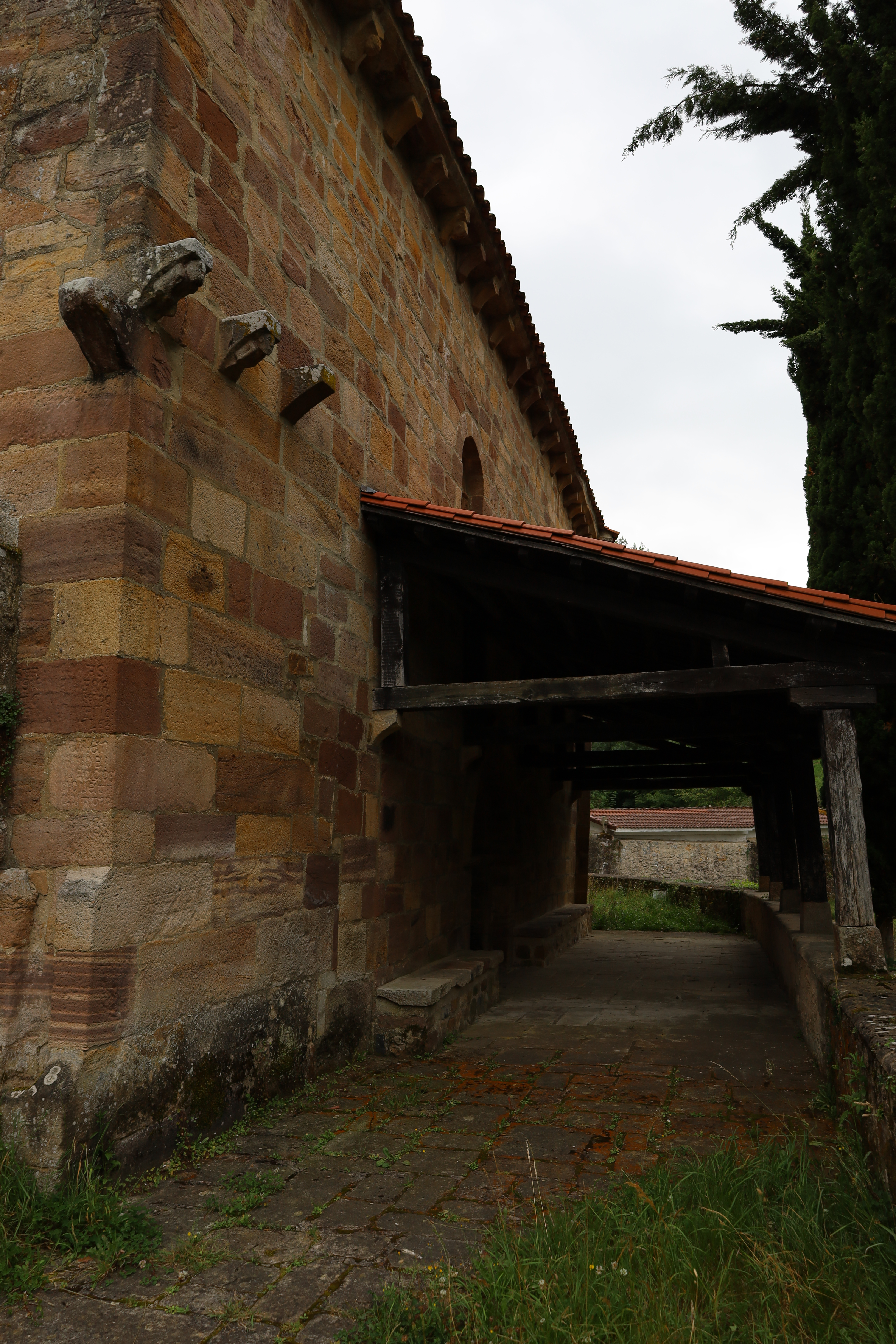
Canecillos
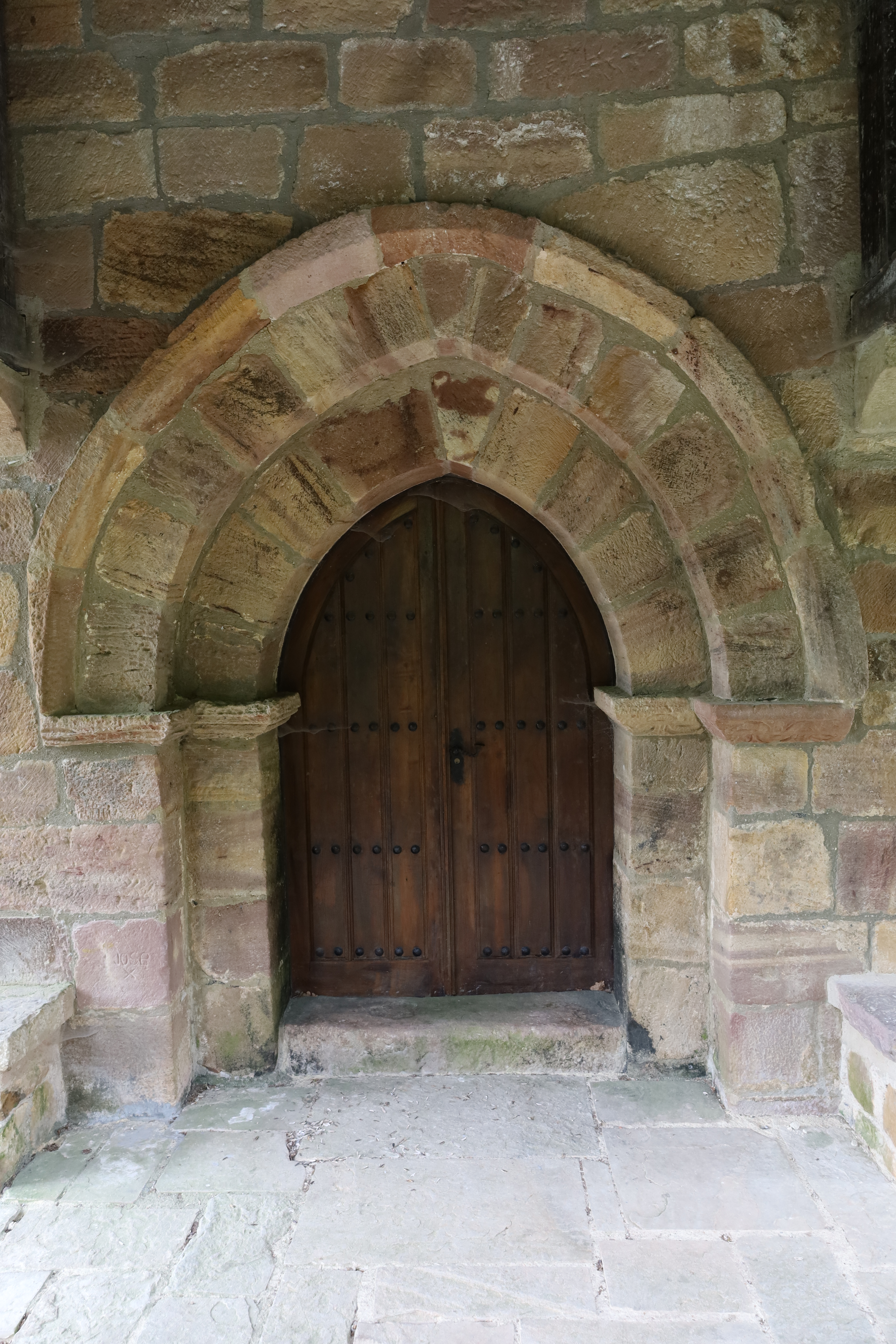
Puerta sur
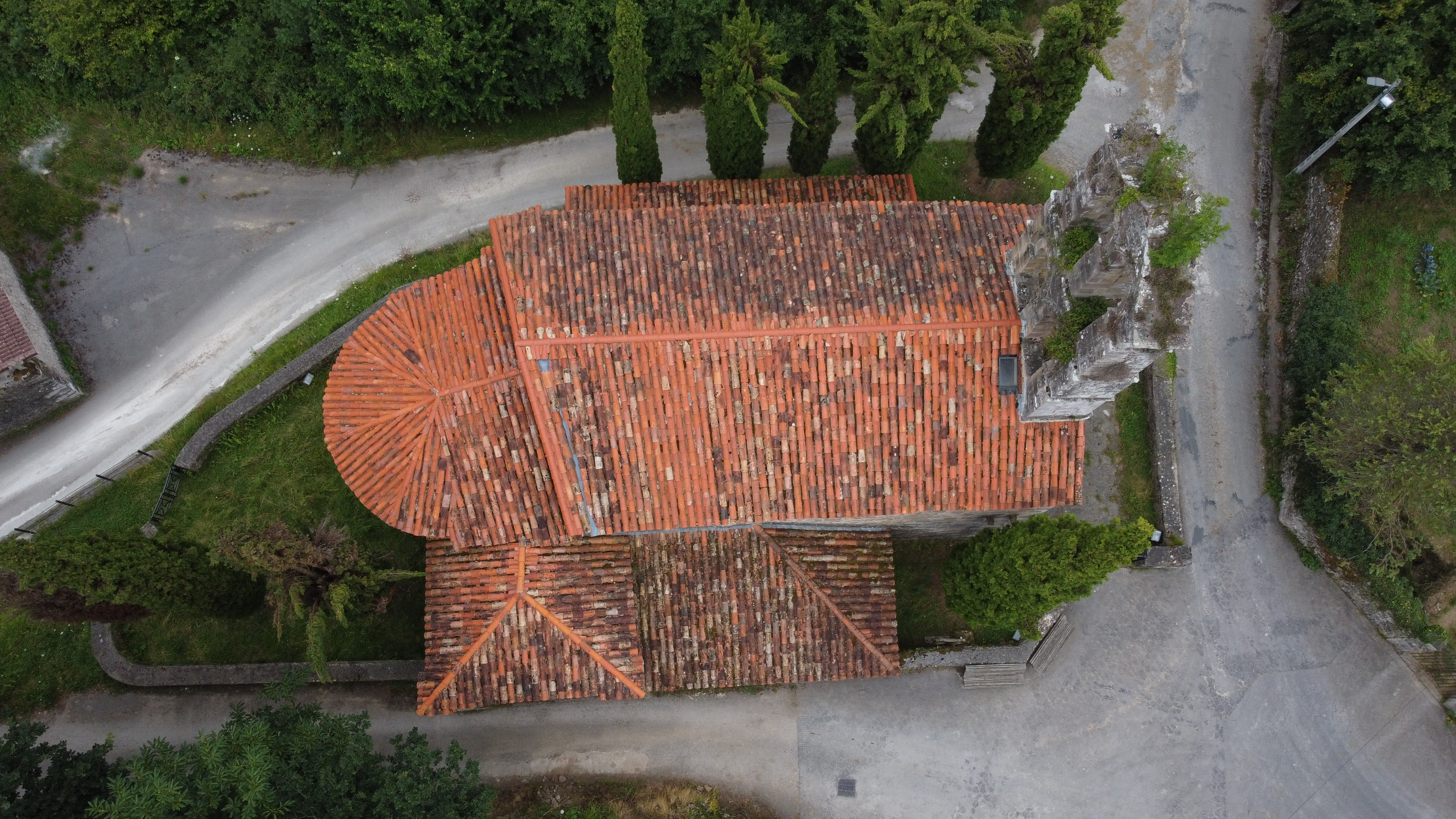
Vista cenital, desvió del eje nave-ábside